# 上帝 (约翰·列侬歌曲)
《God》是约翰·列侬在披头士解散后发行的第一张个人专辑《John Lennon/Plastic Ono Band》中的一首歌。这张专辑于1970年12月11日在美国和英国出版。
这首歌由于它的宗教主题在发行后受到了争议。

## 意义
约翰·列侬在歌词中描述“上帝是抽象的，我们用他来衡量自己的痛苦”。
在歌词的第二段，列侬列出了很多他不信仰的偶像，最后表明他只信仰自己和洋子。他列出的偶像有：
魔法，易经，圣经，塔罗牌，希特勒，耶稣，约翰·肯尼迪（有些版本他也唱作“Kennedys”，代表约翰·肯尼迪和罗伯特·肯尼迪），释迦牟尼，曼怛罗，薄伽梵歌，瑜伽，君主，猫王，鲍勃·迪伦以及披头士。
歌词的最后一段描述了列侬在披头士解散后的变化。他表示他不再是“Dreamweaver”或“Walrus”，只是“John”。约翰用最后一句歌词“The dream is over”阐述了他的立场，“披头士是上帝”的神话结束了。“如果有上帝的话”约翰解释到，“我们都是上帝”。
这首歌曲钢琴的编排受到了Ketty Lester的Love Letters的启发。

## 乐手
参与这首歌原始录音的乐手有：
- 约翰·列侬 - 主音，钢琴
- Billy Preston - 钢琴
- 林格·斯塔 - 鼓
- Klaus Voormann - 贝斯

## 备注
1. ↑  Wenner, Jann S. . London: Verso. 2000: 48. ISBN 1-85984-376-X.